# Vivario
Vivario är en kommun i departementet Haute-Corse på ön Korsika i Frankrike. Kommunen ligger i kantonen Venaco som tillhör arrondissementet Corte. År 2022 hade Vivario 429 invånare.

## Befolkningsutveckling
Antalet invånare i kommunen Vivario
Referens:INSEE